# Функціональні блоки мозку
Зага́льна структу́рно-функціона́льна моде́ль мо́зку — концепція мозку як матеріального субстрату психіки, розроблена А. Р. Лурією на основі вивчення порушень психічної діяльності за різних локальних уражень центральної нервової системи. Відповідно до цієї моделі мозок можна розділити на три основні блоки, які мають власну будову й роль у психічному функціонуванні:
1. Енергетичний
2. Приймання, обробка та зберігання екстероцептивної інформації (яка виникає внаслідок збудження рецепторів на поверхні тіла)
3. Програмування, регуляція та контроль свідомою психічною діяльністю

## Функціональні блоки мозку
Кожна окрема психічна функція за нормального розвитку забезпечується через узгоджену роботу всіх трьох блоків. Блоки об'єднуються у функціональні системи, які є складним динамічним та диференційованим комплексом ланок, що перебувають на різних рівнях нервової системи й беруть участь у вирішенні завдань.

### 1-й блок: енергетичний
Функція енергетичного блоку полягає в регуляції загальних змін активації мозку (тонус мозку, рівень неспання) та локальних окремих активаційних змін, необхідних для здійснення вищих психічних функцій.
Енергетичний блок охоплює:
- ретикулярну формацію стовбура мозку
- неспецифічні структури середнього мозку
- диенцефальні відділи
- лімбічну систему
- медіобазальні відділи кори лобових і скроневих часток

Якщо захворювання стане причиною порушення нормальної роботи 1-го блоку, то наслідком буде зниження тонусу кори головного мозку. У людини розвинеться нестійка увага, з'явиться патологічно підвищена виснажливість, сонливість. Мислення втрачає вибірковий, довільний характер, який воно має в нормі. Емоційне життя людини змінюється: вона або стає байдужою, або патологічно стривоженою.

### 2-й блок: приймання, обробка, зберігання екстероцептивної інформації
Блок приймання, обробки й зберігання екстероцептивної інформації містить центральні частини основних аналізаторів — зорового, слухового й шкірно-кінестетичного. Їхні коркові зони розташовані в скроневих, тім'яних і потиличних частинах мозку. Сюди можна додати й центральні частини смакової та нюхової модальності, проте в корі головного мозку вони представлені меншою мірою, на відміну від основних сенсорних систем.
В основі даного блоку лежать первинні проєкційні зони кори головного мозку, що відповідають за ідентифікацію стимулу. Основна функція первинних проєкційних зон — тонка ідентифікація властивостей зовнішнього та внутрішнього середовища на рівні відчуття.
Порушення другого блоку: пошкодження скроневої частки — істотно погіршується слух; ураження тім'яних доль — порушення шкірної чутливості, дотику (хворому складно розпізнати предмет на дотик, майже повністю втрачається відчуття нормального положення тіла, звідси й втрата координації рухів); ураження в потиличній області й прилеглих ділянок мозкової кори — погіршується процес приймання й обробки зорової інформації. Модальна специфічність є відмінною рисою роботи мозкових систем 2-го блоку.

### 3-й блок: програмування, регуляція та контроль
Блок програмування, регуляції та контролю за роботою свідомої психічної діяльності, згідно з концепцією А. Р. Лурії, займається формуванням планів дій. Локалізується в передніх відділах півкуль мозку, розташованих попереду передньої центральної звивини (моторні, премоторні, префронтальні відділи кори головного мозку), в основному в лобових частках.
Ураження цього відділу мозку призводять до порушень опорно-рухового апарату, рухи втрачають свою плавність та втрачаються рухові навички. При цьому обробка інформації й мова не змінюються. За складних глибоких пошкоджень кори лобової області можливе відносне збереження рухових функцій, але дії людини перестають керуватися заданими програмами. Цілеспрямована поведінка замінюється інертними, стереотипними або імпульсивними реакціями на окремі збудники.